# Hartmut Leppin
Hartmut Leppin (* 18. Oktober 1963 in Helmstedt) ist ein deutscher Althistoriker, der als Professor an der Universität Frankfurt am Main lehrt.

## Leben und Wirken
Nach dem Abitur 1981 am Gymnasium Philippinum Marburg  studierte Hartmut Leppin Geschichte, Latein, Griechisch und Erziehungswissenschaften in Marburg, Heidelberg und Pavia. Seine akademischen Lehrer waren Karl Christ und Robert Malcolm Errington. Im Jahr 1988 legte er das Erste Staatsexamen für das Lehramt an Gymnasien in Geschichte und Latein ab, zwei Jahre später wurde er mit einer von Christ in Marburg betreuten Arbeit über die soziale Stellung von Bühnenkünstlern im Westen des Römischen Reiches zur Zeit der Republik und des Prinzipats promoviert. 1995 folgte die Habilitation an der Freien Universität Berlin mit einer Arbeit über die griechischen Kirchenhistoriker des 5. Jahrhunderts n. Chr. Im Jahr 1999 erschien sein drittes Buch, Thukydides und die Verfassung der Polis. Seit 2001 lehrt Leppin als Professor an der Johann Wolfgang Goethe-Universität in Frankfurt am Main Alte Geschichte; Rufe an andere Universitäten (Hannover, Köln, Berlin) schlug er wiederholt aus. 2015 wurde ihm der Leibnizpreis zugesprochen, 2019 wurde er für seine Forschungen zur „Polyphonie des frühen Christentums“ mit besonderem Blick auf orientalische Christentümer der späten Antike mit dem Erwin-Stein-Preis ausgezeichnet.
Leppins aktueller Forschungsschwerpunkt ist die Spätantike und dabei besonders die Geschichtsschreibung dieser Zeit. Leppin hat sich intensiv mit mehreren spätantiken Kirchengeschichten beschäftigt und wichtige diesbezügliche Arbeiten vorgelegt. Neben Mischa Meier gilt er zudem als einer der führenden deutschen Experten für die Zeit des spätrömischen Kaisers Justinian, dessen Biographie er 2011 veröffentlichte. Des Weiteren hat er eine positiv aufgenommene Biographie über Theodosius I. verfasst und war 2007 als Koautor an einem Bildband über den römischen Usurpator Maxentius beteiligt. Leppin war Mitglied im Beirat der Kommission für Alte Geschichte und Epigraphik und gehört dem Herausgebergremium der Historischen Zeitschrift an und war von 2015 bis 2023 deren Mitherausgeber. Er ist seit 2011 außerdem Mitherausgeber des Reallexikons für Antike und Christentum. Seit 2013 ist er zusammen mit Stefan Rebenich und Andreas Rödder verantwortlich für die alle zwei Jahre stattfindende Verleihung des Karl-Christ-Preises.
Hartmut Leppin ist seit 2020 Vorsitzender des Kuratoriums des Historischen Kollegs in München und ordentliches Mitglied des Deutschen Archäologischen Instituts.
Leppin ist verheiratet mit einer promovierten Geschichts- und Lateinlehrerin. Sein jüngerer Bruder Volker Leppin (* 1966) lehrt als Kirchenhistoriker an der Yale University.

## Schriften (Auswahl)
- Histrionen. Untersuchungen zur sozialen Stellung von Bühnenkünstlern im Westen des Römischen Reiches zur Zeit der Republik und des Principats (= Antiquitas. Reihe 1, Band 41). Habelt, Bonn 1992, ISBN 3-7749-2517-8 (Zugleich: Marburg, Universität, Dissertation, 1990).
- Von Constantin dem Großen zu Theodosius II. Das christliche Kaisertum bei den Kirchenhistorikern Socrates, Sozomenus und Theodoret (= Hypomnemata. Untersuchungen zur Antike und zu ihrem Nachleben. Band 110). Vandenhoeck & Ruprecht, Göttingen 1996, ISBN 3-525-25198-X (Zugleich: Berlin, Freie Universität, Habilitations-Schrift, 1995).
- Thukydides und die Verfassung der Polis. Ein Beitrag zur politischen Ideengeschichte des 5. Jahrhunderts v. Chr. (= Klio. Beiträge zur alten Geschichte. Band 1). Akademie-Verlag, Berlin 1999, ISBN 3-05-003458-0.
- Die Kirchenväter und ihre Zeit. C. H. Beck, München 2000. 2., durchgesehene Auflage 2006, ISBN 3-406-44741-4.
- Theodosius der Große. Wissenschaftliche Buchgesellschaft, Darmstadt 2003, ISBN 3-534-15431-2[4]
- Einführung in die Alte Geschichte. C. H. Beck, München 2005, ISBN 3-406-53527-5.
- mit Hauke Ziemssen: Maxentius. Der letzte Kaiser in Rom. von Zabern, Mainz 2007, ISBN 978-3-8053-3399-3.
- Das Erbe der Antike. C. H. Beck, München 2010, ISBN 978-3-406-60130-9.
- Justinian. Das christliche Experiment. Klett-Cotta, Stuttgart 2011, ISBN 978-3-608-94291-0.
- Die frühen Christen. Von den Anfängen bis Konstantin. C. H. Beck, München 2018, ISBN 978-3-406-72510-4.
  - Englische Übersetzung: The early Christians: from the beginnings to Constantine. Translated by Kathrin Luddecke. (Classical scholarship in translation). Cambridge University Press, Cambridge, New York 2023, ISBN 9781316517239.
- Paradoxe der Parrhesie. Eine antike Wortgeschichte (= Tria Corda. Band 14). Mohr Siebeck, Tübingen 2022, ISBN 978-3-16-157550-1.